# Gröbenzell
Gröbenzell és un municipi de l'Alta Baviera situat al districte de Fürstenfeldbruck. De 1939 a 2019 la població d'aquest municipi dormitori de Múnic es va quasi decuplicar.
El primer esment de Gröbenzell data del 1752. Molt probablement refereix a un peatge (alemany Zoll, bavarés zell) al riu Gröbenbach. Això va inspirar l'escut del municipi nou: una barrera que creua un riuet.
El municipi es va crear el 1952, per la fusió d'uns barris pobres de torberes dels defores de Múnic, Puchheim, Olching i Geiselbullach a l'entorn de la parada del ferrocarril «Gröbenzel» que va donar el seu nom a la nova entitat.
| Demografia | Demografia | Demografia | Demografia | Demografia | Demografia | Demografia | Demografia | Demografia | Demografia | Demografia | Demografia | Demografia |
| ---------- | ---------- | ---------- | ---------- | ---------- | ---------- | ---------- | ---------- | ---------- | ---------- | ---------- | ---------- | ---------- |
| Any        | 1939       | 1950       | 1961       | 1970       | 1987       | 1991       | 1995       | 2000       | 2005       | 2010       | 2015       | 2019       |
| habitants  | 2.743      | 5.283      | 6.946      | 11.386     | 17.504     | 18.317     | 18.418     | 18.830     | 19.202     | 19.512     | 19.780     | 20.048     |